# Enrique Troncoso Troncoso
Enrique Troncoso Troncoso (Alhué, 11 de novembro de 1937 — Santiago, 29 de março de 2018) foi prelado católico chileno. Governou as dioceses de Iquique, de 1989 a 2000, e Melipilla, de 2000 a 2014.

## Biografia
Troncoso nasceu em Alhué, Chile, o mais velho dos seis filhos do casal Enrique e Dolores. Foi batizado e crismado na Paróquia São Jerônimo de Alhué e iniciou sua instrução na escola pública local. Cursou humanidades no Seminário Menor de Santiago.
Em março de 1955, ingressou no Pontifício Seminário Maior de Santiago, para assim iniciar sua formação sacerdotal. Durante esse período, cursou teologia na Universidade Católica do Chile. Em 1961, viveu um ano pastoral no qual se ordenou diácono, trabalhando na Paróquia São Caetano da povoação de La Legua em Santiago. Em 23 de dezembro desse ano, recebeu a ordenação presbiteral das mãos de Dom Raúl Silva Henríquez, SDB, em cerimônia realizada na Igreja de Santo Inácio da Capital.
Seu primeiro destino pastoral foi ser vigário cooperador na mesma Paróquia São Caetano. Nos anos seguintes, também foi vigário cooperador em Talagante, Melipilla, e encarregado da catequese zonal. Em 1967, foi nomeado pároco de San Antonio, cargo que exerceu durante dez anos.
Em 1977, viajou à Espanha, onde realizou um curso de Atualização Teológica e recebeu o bacharelato em teologia na Pontifícia Universidade de Salamanca. De volta ao Chile em 1978, foi nomeado pároco da Paróquia Imaculada Conceição de Talagante, cargo que ocupou até 1982. Assumiu então o secretariado geral do Arcebispado de Santiago e foi nomeado pároco da Paróquia Santa Filomena de Santiago. Em 1985, assumiu como vice-reitor formador do Pontifício Seminário Maior de Santiago.
O Papa João Paulo II nomeou-o bispo de Iquique em 15 de julho de 1989. Troncoso recebeu a sagraçao episcopal em 12 de agosto seguinte, numa cerimônia realizada no Templo Votivo de Maipú, por imposição das mãos do cardeal-arcebispo Dom Juan Francisco Fresno Larraín, auxiliado por Dom Carlos González Cruchaga, bispo de Talca, e Dom Alberto Jara Franzoy, bispo de Chillán. Tomou posse da Diocese de Iquique em 30 de setembro do mesmo, e aí permaneceu até 30 de maio de 2000, quando o Pontífice o transferiu para a Diocese de Chillán.
Tal como ordena o Código Canônico, colocou seu cargo à disposição da Santa Sé ao atingir 75 anos de idade. Sua renúncia foi aceita em 7 de março de 2014, quando, no mesmo ato, o Papa Francisco nomeou seu sucessor, Dom Cristián Contreras Villarroel. Dom Enrique continuou à frente da Diocese até a chegada de Dom Cristián em 31 de maio seguinte.
Dom Enrique faleceu aos 80 anos de idade, vítima de câncer cerebral, numa Quinta-Feira Santa. Seu cadáver foi levado primeiramente para ser velado em sua cidade natal, Alhué, e em seguida para a Catedral de Melipilla. A missa exequial aconteceu na tarde do Domingo da Ressurreição, presidida por Dom Cristián Contreras, e concelebrada pelo cardeal-arcebispo de Santiago, Dom Ricardo Ezzati Andrello, SDB, e pelo núncio apostólico, Dom Ivo Scapolo, e logo após houve o sepultamento na cripta dos bispos.